# Witaj
Witaj (рус. Здравствуй, с в.-луж. и н.-луж. языков) — языковой проект, распространяющий систему двуязычного воспитания и обучения на немецком и серболужицких языках в дошкольных учреждениях и школах Лужицы (в землях Саксония и Бранденбург), целью которого является сохранение и развитие языков лужицких сербов — славянского национального меньшинства, живущего на востоке Германии.

## История
Попытки реализации проектов по формированию систем двуязычного образования для детей раннего возраста до применения в Германии осуществлялись в Канаде и в некоторых странах Европы, языки коренных народов которых находятся под угрозой исчезновения. Таким проектом, например, является бретонский Diwan во Франции. Опираясь на имеющийся опыт других стран, организаторы проекта Witaj начали его работу 1 марта 1998 года в одном из районов Котбуса — Зилове (нем. Sielow), где в детском саду была набрана первая группа из 12 детей. Обучение серболужицким языкам в группах, работающих по этой программе, осуществляется методом погружения в языковую среду, при котором общение воспитателя с детьми происходит только на серболужицком. Многие из участвующих в программе учатся затем в начальных школах, в которых преподавание большинства предметов ведётся на серболужицком языке. Один из первых участников проекта Witaj в 2006 году поступил в котбусскую Нижнелужицкую гимназию (Niedersorbische Gymnasium).

## Современное положение
К 2009 году в Бранденбурге и Саксонии насчитывалось 5 детских садов, работающих по программе Witaj:
- Детский сад «Mato Rizo» в Котбусе (Зилов) (Бранденбург) — 55 детей;
- Детский сад «Villa Kunterbunt» в Котбусе (Бранденбург) — 68 детей;
- Детский сад «Milenka» в Роне (Саксония) — 35 детей;
- Детский сад «Pumpot» в Хойерсверде (Саксония) — 26 детей;
- Детский сад в Мальшвице (Саксония) — 39 детей;

Кроме того, по примеру детских садов-Witaj в немецкоязычных детских садах были созданы отдельные группы-Witaj — 11 в Саксонии и 8 в Бранденбурге. В отличие от остальных серболужицких детских садов в работающие по программе Witaj детей приводят из смешанных немецко-лужицких или полностью немецкоязычных семей.
Материалы по реализации проекта публикуются в журнале «Serbska šula».

## Известные сотрудники
- Хустетова, Ингрид (род. 1956) — нижнелужицкая писательница.